# 訃報 1997年5月
訃報 1997年5月（ふほう 1997ねん5がつ）では、1997年（平成9年）5月中に物故した、又は物故が報じられた人物についてまとめる。

## （1日 - 15日）

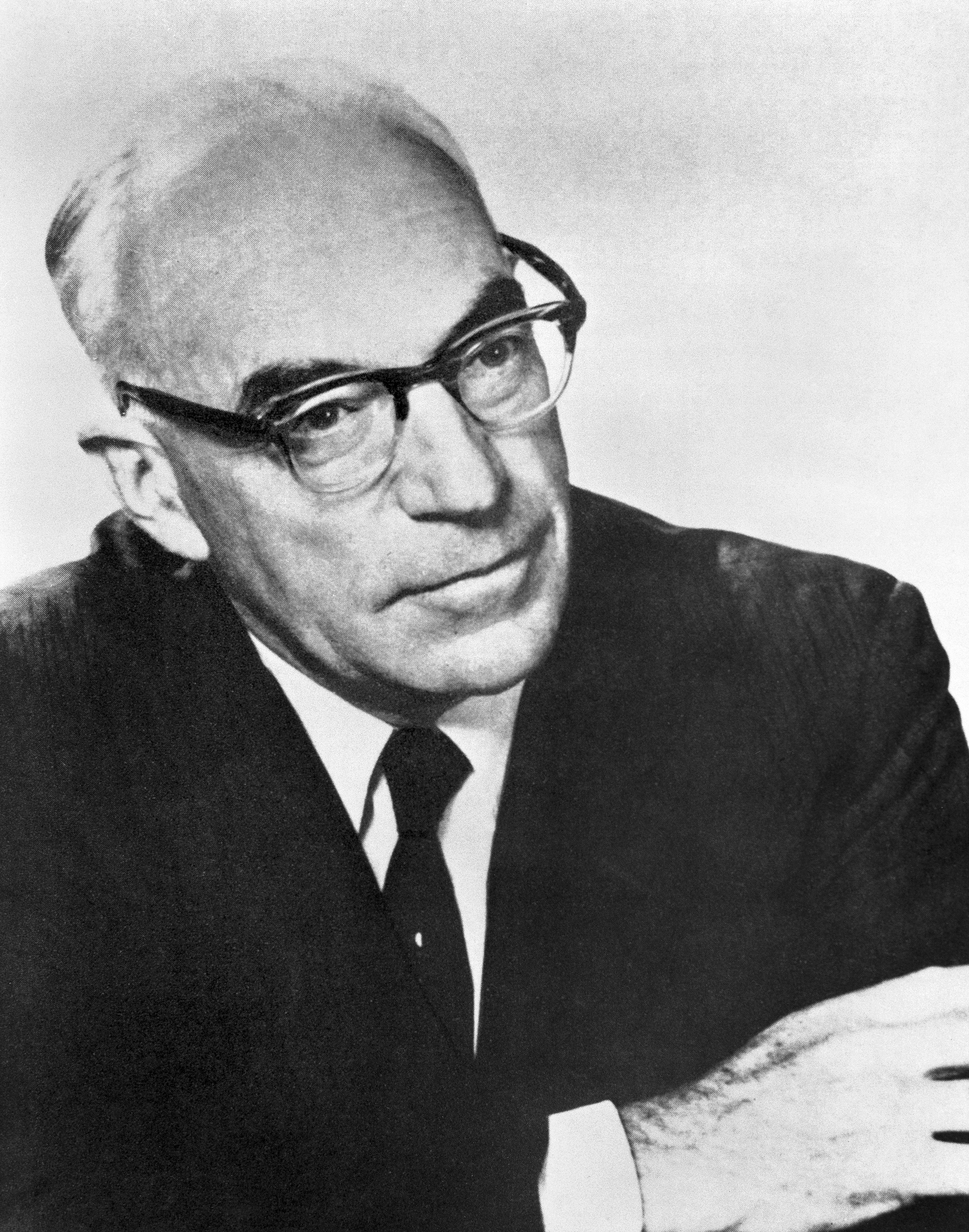
ジョン・C・エックルス／5月2日没

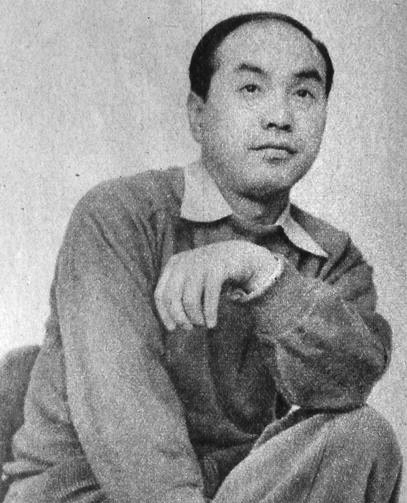
亀倉雄策／5月11日没

- 5月2日 - ジョン・C・エックルス、オーストラリアの医学者（* 1903年）
- 5月9日 - 可愛かずみ、女優（* 1964年）
- 5月11日 - 亀倉雄策、グラフィックデザイナー （* 1915年）
- 5月11日 - 嶋崎均、政治家、第43代法務大臣（* 1923年）
- 5月15日 - 馬渕玄三、音楽ディレクター（* 1923年）

## （16日 - 31日）

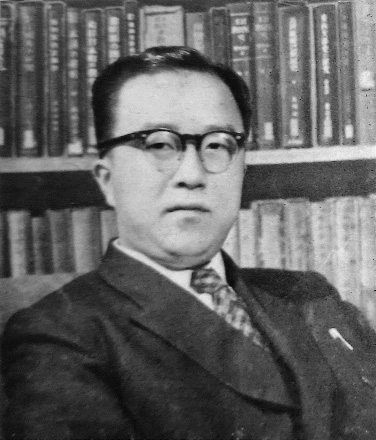
松田毅一／5月18日没

- 5月18日 - 松田毅一、歴史学者（* 1921年）
- 5月20日 - 高辻正己、官僚・最高裁判所判事・第48代法務大臣（* 1910年）
- 5月20日 - 若二瀬唯之、元大相撲力士、第17代年寄・朝日山（* 1942年）
- 5月23日 - 塚田十一郎、政治家、元新潟県知事・郵政大臣（* 1904年）
- 5月24日 - あずさ欣平、声優（* 1931年）
- 5月24日 - 櫻田慧、実業家（* 1937年）
- 5月26日 - 玉井正夫、日本映画の撮影監督（* 1908年）
- 5月26日 - 水城蘭子、女優・声優（* 1929年）